# Johannes von Hanstein
Johannes Ludwig Emil Robert von Hanstein, född 15 maj 1822 i Potsdam, död 27 augusti 1880 i Bonn, var en tysk botaniker. Han var far till Adalbert och Otfried von Hanstein.
von Hanstein blev 1865 professor i botanik i Bonn och utgav en mängd värdefulla arbeten över växternas anatomi och morfologi. Auktorsnamnet Hanst. kan användas för Johannes von Hanstein i samband med ett vetenskapligt namn inom botaniken; se Wikipediaartiklar som länkar till auktorsnamnet.